# Gouy-Saint-André
Gouy-Saint-André település Franciaországban, Pas-de-Calais megyében. Lakosainak száma 661 fő (2022. január 1.). Gouy-Saint-André Maresquel-Ecquemicourt, Mouriez, Saint-Rémy-au-Bois, Tortefontaine, Aubin-Saint-Vaast, Campagne-lès-Hesdin és Douriez községekkel határos.

## Népesség
A település népességének változása:
| Lakosok száma | 641  | 641  | 647  | 643  | 648  | 652  | 652  | 651  | 661  |
|               | 2013 | 2015 | 2016 | 2017 | 2018 | 2019 | 2020 | 2021 | 2022 |